# Cinema d'Eslovàquia
El cinema d'Eslovàquia comprèn l'art del cinema i pel·lícules creatives realitzades dins de la nació d'Eslovàquia o per cineastes eslovacs a l'estranger.
A causa que Eslovàquia va ser part de Txecoslovàquia abans de la seva independència el 1993, totes les pel·lícules d'aquesta regió van ser acreditades com a produccions txecoslovaques, amb independència dels productors o director. No obstant això, i malgrat la proximitat i semblances amb el cinema txec, l'eslovac té certes diferències que es reflecteixen en la temàtica recurrent de les seves grans obres, com els ambients rurals, les tradicions folklòriques i el carnestoltes. És l'exemple de Obrazy starého sveta (1972) de Dušan Hanák o Tisícročná včela (1983) de Juraj Jakubisko. El percentatge de comèdies, aventures, musicals, ciència-ficció i gèneres similars ha estat baix en comparació dels drames i pel·lícules històriques que solien incloure un subconjunt notable de crítica social sobre els esdeveniments de la dècada o els que precedeixen a la pel·lícula. Un d'aquests casos, Obchod na korze (La botiga del carrer Major), 1965) de l'eslovac Ján Kadár i el txec Elmar Klos, va donar a Txecoslovàquia el seu primer Oscar. Les pel·lícules infantils i d'animació van ser un gènere perenne de la dècada de 1960 fins a la dècada de 1980, amb pel·lícules de baix pressupost produïdes per la Televisió Eslovaca de Bratislava.
El motor de la indústria cinematogràfica eslovaca ha estat Estudis Koliba (el nom formal dels quals ha canviat diverses vegades) a Bratislava. Algunes pel·lícules concebudes en els estudis Barrandov a Praga han tingut temes, actors, directors i, de tant en tant l'idioma eslovacs, mentre que els cineastes i actors de Praga també han treballat a Eslovàquia. En la línia d'històries eslovaques, hongareses i txeques, en compartir passat amb el Regne d'Hongria i Txecoslovàquia, hi ha una superposició entre principis d'Eslovàquia i del cinema hongarès, i més tard entre l'eslovac i el cinema txec. Algunes pel·lícules són fàcilment ordenades com un o un altre, mentre que algunes pel·lícules pertanyen significativament a més d'un cinema nacional.
Al voltant de 350 llargmetratges s'han realitzat en la història del cinema eslovac. Ha produït alguns treballs cinematogràfics notables que han rebut molt bones crítiques, així com alguns èxits de taquilla. En els últims anys, les pel·lícules eslovaques sovint s'han fet mitjançant el treball (total o parcial) amb productores estrangeres. Els projectes conjunts eslovacs i txecs han estat especialment freqüents. La indústria del cinema eslovac s'ha vist afectada per la manca de fons intensificada per la petita audiència del país, de 2,9 a 5,4 milions d'habitants, la qual cosa es tradueix en un potencial limitat de pel·lícules i de recaptació.

## Pel·lícules
La següent és una llista d'algunes de les pel·lícules eslovaques —o amb producció o adreça d'eslovacs— més importants ordenades de més recent estrena:
- Pokoj v duši, 2009, Vladimír Balko
- Slepé lásky, 2008, Juraj Lehotský
- Bátoričca, 2008, Juraj Jakubisko
- Záhrada, 1995, Martin Šulík («El jardí»)
- Papierové hlavy, 1995, Dušan Hanák[8]
- Sedím na konári a je mi dobre, 1989, Juraj Jakubisko[9]
- Tisícročná včela, 1983, Juraj Jakubisko[3]
- Pásla kone na betóne, 1982, Štefan Uher
- Noční jazdci, 1981, Martin Hollý
- Ja milujem, ty miluješ, 1980/1988, Dušan Hanák («Et vull, et vull»)
- Ružové sny, 1977, Dušan Hanák
- Obrazy starého sveta, 1972, Dušan Hanák («Imatges del món antic»)
- Eden a potom, L'Eden et après, 1970, Alain Robbe-Grillet
- Vtáčkovia, siroty a blázni, 1969, Juraj Jakubisko
- 322, 1969, Dušan Hanák
- Zbehovia a pútnici, 1968, Juraj Jakubisko («Desertors i nòmades»)
- Obchod na korze, 1965, Ján Kadár, Elmar Klos[4]
- Slnko v sieti, 1963, Štefan Uher
- Vlčie diery 1948, Paľo Bielik
- Zem spieva, 1933, Karol Plicka)
- Jánošík, 1921, Jaroslav Jerry Siakeľ

## Directors
Aquesta és una llista que inclou alguns dels directors eslovacs més notables:
| - Vlado Bahna - Pavol Barabáš - Stanislav Barabáš - Paľo Bielik - Eva Borušovičová - Eduard Grečner - Dušan Hanák - Elo Havetta - Juraj Herz | - Martin Hollý - Juraj Jakubisko - Ján Kadár - Otakar Krivánek - Viktor Kubal - Leopold Lahola - Andrej Lettrich - Miroslav Luther - Juraj Nvota | - Stanislav Párnický - Peter Solan - Martin Šulík - Štefan Semjan - Štefan Uher - Martin Ťapák - Dušan Trančík - Jozef Zachar - Ján Zeman |

## Actors
Aquesta és una llista que inclou alguns dels actors i actrius eslovacs més notables:
- Michal Dočolomanský
- Jozef Kroner
- Marian Labuda
- Táňa Pauhofová
- Emília Vášáryová
- Magda Vášáryová